# Mae Hong Son
Mae Hong Son er både en provins og en by i Thailand. Den er beliggende i en fjerntliggende, bjergrig egn i det nordlige Thailand, grænsende til Myanmar (Burma) mod øst og Chiang Mai-provinsen mod vest. Provinsens hovedstad hedder også Mae Hong Son.
Selvom provinsen tyndt befolket, er den etnisk mangfoldig og hjemsted for bjergstammer som Shan og Hmong. Hovedstaden er beliggende som en port til regionens bakker. Wat Phrathat Doi Kongmu, et kloster i burmesisk stil med 2 udsmykkede hvide stupaer (chedier) bygget i det 19. århundrede, er beliggende i hovedstaden.
19°17′17″N 97°57′52″Ø / 19.288055555556°N 97.964444444444°Ø